# Liste des mangas de Sword Art Online
Cet article est un complément de l'article Sword Art Online. Il présente la liste des mangas basés sur la série de light novels Sword Art Online.

## Volumes reliés

### Sword Art Online

#### Arc 1 - Sword Art Online: Aincrad
| no                                                                                            | Japonais          | Japonais          | Français         | Français          |
| no                                                                                            | Date de sortie    | ISBN              | Date de sortie   | ISBN              |
| --------------------------------------------------------------------------------------------- | ----------------- | ----------------- | ---------------- | ----------------- |
| 1                                                                                             | 27 septembre 2012 | 978-4-04-886906-5 | 14 novembre 2014 | 978-2-35180-875-7 |
| Liste des chapitres : - stage.001 - stage.002 - stage.003 - stage.004 - stage.005 - stage.006 |                   |                   |                  |                   |
| 2                                                                                             | 27 septembre 2012 | 978-4-04-886907-2 | 14 novembre 2014 | 978-2-35180-876-4 |
| Liste des chapitres : - stage.007 - stage.008 - stage.009 - stage.010 - stage.011 - stage.012 |                   |                   |                  |                   |

#### Arc 2 - Sword Art Online: Fairy Dance
| no                                                                                            | Japonais        | Japonais          | Français        | Français          |
| no                                                                                            | Date de sortie  | ISBN              | Date de sortie  | ISBN              |
| --------------------------------------------------------------------------------------------- | --------------- | ----------------- | --------------- | ----------------- |
| 1                                                                                             | 27 octobre 2012 | 978-4-04-886976-8 | 12 février 2015 | 978-2-35180-9013  |
| Liste des chapitres : - stage.001 - stage.002 - stage.003 - stage.004                         |                 |                   |                 |                   |
| 2                                                                                             | 27 août 2013    | 978-4-04-891911-1 | 12 mars 2015    | 978-2-35180-9020  |
| Liste des chapitres : - stage.005 - stage.006 - stage.007 - stage.008                         |                 |                   |                 |                   |
| 3                                                                                             | 27 juin 2014    | 978-4-04-866685-5 | 10 avril 2015   | 978-2-35180-911-2 |
| Liste des chapitres : - stage.009 - stage.010 - stage.011 - stage.012 - stage.013 - stage.014 |                 |                   |                 |                   |

#### Arc 3 - Sword Art Online: Phantom Bullet
| no | Japonais          | Japonais          | Français        | Français          |
| no | Date de sortie    | ISBN              | Date de sortie  | ISBN              |
| --- | ----------------- | ----------------- | --------------- | ----------------- |
| 1 | 10 septembre 2014 | 978-4-04-866926-9 | 29 octobre 2015 | 978-2-35180-949-5 |
| Liste des chapitres : - stage.001 - stage.002 - stage.003 - stage.004                                                 |                   |                   |                 |                   |
| 2 | 10 septembre 2015 | 978-4-04-865315-2 | 23 juin 2016    | 978-2-35180-990-7 |
| Liste des chapitres : - stage.005 - stage.006 - stage.007 - stage.008                                                 |                   |                   |                 |                   |
| 3 | 10 septembre 2016 | 978-4-04-892435-1 | 21 avril 2017   | 978-2-37717-009-8 |
| Liste des chapitres : - stage.009 - stage.010 - stage.011 - stage.012                                                 |                   |                   |                 |                   |
| 4 | 26 février 2022   | 978-4-04-914247-1 | 28 avril 2023   | 978-2-37717-531-4 |
| Liste des chapitres : - stage.013 - stage.014 - stage.015 - stage.016 - stage.017 - stage.018 - stage.019 - stage.020 |                   |                   |                 |                   |

#### Arc 4 - Sword Art Online: Calibur
| no | Japonais       | Japonais          | Français       | Français          |
| no | Date de sortie | ISBN              | Date de sortie | ISBN              |
| --- | -------------- | ----------------- | -------------- | ----------------- |
| 1 | 10 août 2015   | 978-4-04-865303-9 | 26 mai 2016    | 978-2-35180-991-4 |
| Liste des chapitres : - Chapitre 1 - Chapitre 2 - Chapitre 3 - Chapitre 4 - Chapitre 5 - Chapitre 6 - Chapitre 7 - Chapitre 8 - Chapitre 9 - Dernier chapitre |                |                   |                |                   |

#### Arc 5 - Sword Art Online: Mother's Rosario
| no                                                                                               | Japonais         | Japonais          | Français         | Français          |
| no                                                                                               | Date de sortie   | ISBN              | Date de sortie   | ISBN              |
| ------------------------------------------------------------------------------------------------ | ---------------- | ----------------- | ---------------- | ----------------- |
| 1                                                                                                | 10 décembre 2014 | 978-4-04-869156-7 | 10 novembre 2016 | 978-2-37506-010-0 |
| Liste des chapitres : - stage.001 - stage.002 - stage.003 - Extra Episode                        |                  |                   |                  |                   |
| 2                                                                                                | 10 août 2015     | 978-4-04-865316-9 | 20 janvier 2017  | 978-2-37506-026-1 |
| Liste des chapitres : - stage.004 - stage.005 - stage.006 - stage.007 - Extra Episode            |                  |                   |                  |                   |
| 3                                                                                                | 10 juin 2016     | 978-4-04-892109-1 | 24 mars 2017     | 978-2-37717-005-0 |
| Liste des chapitres : - stage.008 - stage.009 - stage.010 - stage.011 - stage.012 - Last Episode |                  |                   |                  |                   |

#### Arc 6 - Sword Art Online: Project Alicization
| no | Japonais        | Japonais          | Français        | Français          |
| no | Date de sortie  | ISBN              | Date de sortie  | ISBN              |
| --- | --------------- | ----------------- | --------------- | ----------------- |
| 1 | 10 octobre 2017 | 978-4-04-893481-7 | 15 juin 2018    | 978-2-37717-120-0 |
| Liste des chapitres : - Chapitre 1 - Chapitre 2 - Chapitre 3 - Chapitre 4 - Chapitre 5 - Chapitre 6 - Chapitre 7                      |                 |                   |                 |                   |
| 2 | 10 octobre 2018 | 978-4-04-912095-0 | 26 avril 2019   | 978-2-37717-205-4 |
| Liste des chapitres : - Chapitre 8 - Chapitre 9 - Chapitre 10 - Chapitre 11 - Chapitre 12                                             |                 |                   |                 |                   |
| 3 | 10 août 2019    | 978-4-04-912788-1 | 5 juin 2020     | 978-2-37717-306-8 |
| Liste des chapitres : - Chapitre 13 - Chapitre 14 - Chapitre 15 - Chapitre 16 - Chapitre 17 - Chapitre 18                             |                 |                   |                 |                   |
| 4 | 26 août 2020    | 978-4-04-913388-2 | 30 avril 2021   | 978-2-37717-394-5 |
| Liste des chapitres : - Chapitre 19 - Chapitre 20 - Chapitre 21 - Chapitre 22                                                         |                 |                   |                 |                   |
| 5 | 27 août 2021    | 978-4-04-913914-3 | 8 décembre 2023 | 978-2-37717-454-6 |
| Liste des chapitres : - Chapitre 23 - Chapitre 24 - Chapitre 25 - Chapitre 26 - Chapitre 27 - Chapitre 28 - Chapitre 29 - Chapitre 30 |                 |                   |                 |                   |

### Sword Art Online: Progressive

#### Arc 1
| no | Japonais         | Japonais          | Français          | Français          |
| no | Date de sortie   | ISBN              | Date de sortie    | ISBN              |
| --- | ---------------- | ----------------- | ----------------- | ----------------- |
| 1 | 27 février 2014  | 978-4-04-866011-2 | 25 juin 2015      | 978-2-35180-924-2 |
| Liste des chapitres : - 001 - Comme une étoile filante - 002 - Plus rapide que tous - 003 - L'avant-garde - 004 - Signaux électriques - 005 - Talwar                          |                  |                   |                   |                   |
| 2 | 10 juillet 2014  | 978-4-04-866705-0 | 24 septembre 2015 | 978-2-35180-925-9 |
| Liste des chapitres : - 006 - Partenaire - 006.5 - Bouc émissaire - 007 - Beater - 008 - L'épéiste à la rapière - 009 - Retrouvailles - 010 - Séparation                      |                  |                   |                   |                   |
| 3 | 10 décembre 2014 | 978-4-04-869085-0 | 26 novembre 2015  | 978-2-35180-953-2 |
| Liste des chapitres : - 010.5 - Effondrement - 011 - Réapparition - 012 - Debuff - 013 - Traquenard - 014 - Aurore - 015 - Épreuve                                            |                  |                   |                   |                   |
| 4 | 10 août 2015     | 978-4-04-865304-6 | 10 mars 2016      | 978-2-35180-953-2 |
| Liste des chapitres : - 016 - Réunion stratégique - 016.5 - Positions - 017 - Revirement - 018 - Je n'en sais rien - 019 - Botte secrète - 020 - Héros - 021 - Soupçons       |                  |                   |                   |                   |
| 5 | 9 septembre 2016 | 978-4-04-892222-7 | 17 février 2017   | 978-2-37717-003-6 |
| Liste des chapitres : - 022 - Rencontre - 023 - Assistance - 024 - Vengeance - 025 - Disparition - 026 - Maître-loup - 027 - Disparition II - 028 - Veilleur - 029 - Histoire |                  |                   |                   |                   |
| 6 | 9 juin 2017      | 978-4-04-892922-6 | 3 novembre 2017   | 978-2-37717-078-4 |
| Liste des chapitres : - 030 - Patrouille - 031 - Interception - 032 - Souvenirs - 033 - Zumfut - 033.5 - Guilde - 034 - Patrouille II - 035 - Piege - 036 - Compte à rebours  |                  |                   |                   |                   |
| 7 | 10 mai 2018      | 978-4-04-893852-5 | 18 janvier 2019   | 978-2-37717-169-9 |
| Liste des chapitres : - 037 - Premier assaut - 038 - Provocation - 039 - Attaque simultanées - 040 - Pour de vrai - 041 - Humains - 042 - Histoire - 043 - Adieux             |                  |                   |                   |                   |

#### Arc 2 - Transient Barcarole
| no | Japonais         | Japonais          | Français        | Français          |
| no | Date de sortie   | ISBN              | Date de sortie  | ISBN              |
| --- | ---------------- | ----------------- | --------------- | ----------------- |
| 1 | 10 décembre 2018 | 978-4-04-912230-5 | 28 août 2020    | 978-2-377-17332-7 |
| Liste des chapitres : - Chapitre 1 - Chapitre 2 - Chapitre 3 - Chapitre 4 - Chapitre 5 - Chapitre 6                                                                               |                  |                   |                 |                   |
| 2 | 10 janvier 2020  | 978-4-04-912988-5 | 23 octobre 2020 | 978-2-377-17349-5 |
| Liste des chapitres : - Chapitre 7 - Chapitre 8 - Chapitre 9 - Chapitre 10 - Chapitre 11 - Chapitre 12 - Chapitre 13 - Chapitre 14 - Chapitre 15 - Chapitre 16 - Dernier chapitre |                  |                   |                 |                   |

#### Arc 3 - Scherzo of Deep Night
| no | Japonais        | Japonais          | Français          | Français          |
| no | Date de sortie  | ISBN              | Date de sortie    | ISBN              |
| --- | --------------- | ----------------- | ----------------- | ----------------- |
| 1 | 26 octobre 2020 | 978-4-04-913501-5 | 8 juillet 2022    | 978-2-37-717464-5 |
| Liste des chapitres : - Chapitre 1 - Chapitre 2 - Chapitre 3 - Chapitre 4 - Chapitre 5                                  |                 |                   |                   |                   |
| 2 | 25 juin 2021    | 978-4-04-913842-9 | 30 septembre 2022 | 978-2-37-717481-2 |
| Liste des chapitres : - Chapitre 6 - Chapitre 7 - Chapitre 8 - Chapitre 9 - Chapitre 10 - Chapitre 11 - Chapitre 12     |                 |                   |                   |                   |
| 3 | 27 janvier 2022 | 978-4-04-914240-2 | 29 mars 2024      | 978-2-37-717529-1 |
| Liste des chapitres : - Chapitre 13 - Chapitre 14 - Chapitre 15 - Chapitre 16 - Chapitre 17 - Chapitre 18 - Chapitre 19 |                 |                   |                   |                   |

#### Arc 4 - Ougonritsu no Canon
| no | Japonais         | Japonais          |
| no | Date de sortie   | ISBN              |
| -- | ---------------- | ----------------- |
| 1  | 27 novembre 2021 | 978-4-04-914018-7 |
| 2  | 26 août 2022     | 978-4-04-914549-6 |

### Sword Art Online: Ordinal Scale
| no                                                                                                 | Japonais        | Japonais          | Français          | Français          |
| no                                                                                                 | Date de sortie  | ISBN              | Date de sortie    | ISBN              |
| -------------------------------------------------------------------------------------------------- | --------------- | ----------------- | ----------------- | ----------------- |
| 1                                                                                                  | 27 avril 2017   | 978-4-04-892650-8 | 9 novembre 2018   | 978-2-37717-171-2 |
| Liste des chapitres : - Chapitre 1 - Chapitre 2 - Chapitre 3 - Chapitre 4                          |                 |                   |                   |                   |
| 2                                                                                                  | 27 janvier 2018 | 978-4-04-893371-1 | 22 février 2019   | 978-2-37717-183-5 |
| Liste des chapitres : - Chapitre 5 - Chapitre 6 - Chapitre 7 - Chapitre 8                          |                 |                   |                   |                   |
| 3                                                                                                  | 26 octobre 2018 | 978-4-04-893822-8 | 27 septembre 2019 | 978-2-37717-246-7 |
| Liste des chapitres : - Chapitre 9 - Chapitre 10 - Chapitre 11 - Chapitre Bonus 1 - Chant d'espoir |                 |                   |                   |                   |
| 4                                                                                                  | 26 juin 2019    | 978-4-04-912449-1 | 29 mai 2020       | 978-2-37717-270-2 |
| Liste des chapitres : - Chapitre 12 - Chapitre 13 - Chapitre 14 - Chapitre Bonus 2                 |                 |                   |                   |                   |
| 5                                                                                                  | 27 mai 2020     | 978-4-04-913049-2 | 30 avril 2021     | 978-2-37717-374-7 |
| Liste des chapitres : - Chapitre 15 - Chapitre 16 - Chapitre 17 - Chapitre Bonus 3                 |                 |                   |                   |                   |

### Sword Art Online: Kiss and Fly
| no | Japonais         | Japonais          |
| no | Date de sortie   | ISBN              |
| -- | ---------------- | ----------------- |
| 1  | 10 mars 2020     | 978-4-04-913106-2 |
| 2  | 10 novembre 2022 | 978-4-04-914717-9 |
| 2  | 10 juillet 2023  | 978-4-04-915178-7 |

### Sword Art Online: Unital Ring
| no | Japonais         | Japonais          |
| no | Date de sortie   | ISBN              |
| -- | ---------------- | ----------------- |
| 1  | 25 novembre 2023 | 978-4-04-114248-6 |
| 2  | 24 mai 2024      | 978-4-04-114891-4 |
| 3  | 25 avril 2025    | 978-4-04-115958-3 |

### Sword Art Online: Re:Aincrad
| no | Japonais        | Japonais          |
| no | Date de sortie  | ISBN              |
| -- | --------------- | ----------------- |
| 1  | 27 avril 2022   | 978-4-04-914388-1 |
| 2  | 10 mars 2023    | 978-4-04-914913-5 |
| 3  | 9 janvier 2024  | 978-4-04-915455-9 |
| 4  | 9 novembre 2024 | 978-4-04-916087-1 |
| 5  | 10 juillet 2025 | 978-4-04-916482-4 |

### Sword Art Online Alternative: Gun Gale Online
| no | Japonais         | Japonais          | Français         | Français          |
| no | Date de sortie   | ISBN              | Date de sortie   | ISBN              |
| -- | ---------------- | ----------------- | ---------------- | ----------------- |
| 1  | 8 octobre 2016   | 978-4-04-892373-6 | 26 avril 2019    | 978-2-37717-171-2 |
| 2  | 10 novembre 2017 | 978-4-04-893446-6 | 5 juillet 2019   | 978-2-37717-227-6 |
| 3  | 10 novembre 2018 | 978-4-04-912180-3 | 29 novembre 2019 | 978-2-37717-264-1 |
| 4  | 27 mars 2021     | 978-4-04-913771-2 | 30 août 2024     | 978-2-37717-429-4 |

### Sword Art Online 4koma
| no | Japonais          | Japonais          |
| no | Date de sortie    | ISBN              |
| -- | ----------------- | ----------------- |
| 1  | 27 septembre 2012 | 978-4-04-886905-8 |
| 2  | 27 août 2014      | 978-4-04-866925-2 |
| 3  | 27 septembre 2016 | 978-4-04-892397-2 |

### Sword Art Online 4koma Official Anthology
| no | Japonais        | Japonais          |
| no | Date de sortie  | ISBN              |
| -- | --------------- | ----------------- |
| 1  | 27 octobre 2012 | 978-4-04-891108-5 |
| 2  | 27 février 2013 | 978-4-04-891445-1 |
| 3  | 27 août 2013    | 978-4-04-891834-3 |

### Sword Art Online: Comic Anthology
| no | Japonais       | Japonais          |
| no | Date de sortie | ISBN              |
| -- | -------------- | ----------------- |
| 1  | 27 mai 2013    | 978-4-04-891574-8 |
| 2  | 27 mars 2014   | 978-4-04-866489-9 |

### Sword Art Online: Dengeki Comic Anthology
| no | Japonais       | Japonais          |
| no | Date de sortie | ISBN              |
| -- | -------------- | ----------------- |
| 1  | 9 juin 2017    | 978-4-04-892926-4 |
| 2  | 7 octobre 2017 | 978-4-04-893382-7 |

### Sword Art Online: Official Comic Anthology
| no | Japonais       | Japonais          |
| no | Date de sortie | ISBN              |
| -- | -------------- | ----------------- |
| 1  | 10 mars 2018   | 978-4-04-893773-3 |
| 2  | 9 août 2018    | 978-4-04-893985-0 |

### Sword Art Online: Memory Defrag Comic Anthology
| no | Japonais       | Japonais          |
| no | Date de sortie | ISBN              |
| -- | -------------- | ----------------- |
| 1  | 26 avril 2019  | 978-4-04-912365-4 |

### Sword Art Online: Girls' Ops
| no | Japonais        | Japonais          | Français         | Français          |
| no | Date de sortie  | ISBN              | Date de sortie   | ISBN              |
| --- | --------------- | ----------------- | ---------------- | ----------------- |
| 1 | 10 juillet 2014 | 978-4-04-866686-2 | 2 mars 2018      | 978-2-37717-091-3 |
| Liste des chapitres : - Stage 1 - Stage 2 - Stage 3 - Stage 4 - Stage 5 - Stage 6                             |                 |                   |                  |                   |
| 2 | 10 avril 2015   | 978-4-04-865089-2 | 20 avril 2018    | 978-2-37717-106-4 |
| Liste des chapitres : - Stage 7 - Stage 8 - Stage 9 - Stage 10 - Stage 11                                     |                 |                   |                  |                   |
| 3 | 10 mai 2016     | 978-4-04-892104-6 | 6 juillet 2018   | 978-2-37717-126-2 |
| Liste des chapitres : - Stage 12 - Stage 13 - Stage 14 - Stage 15 - Stage 16                                  |                 |                   |                  |                   |
| 4 | 10 février 2017 | 978-4-04-892688-1 | 19 octobre 2018  | 978-2-37717-146-0 |
| Liste des chapitres : - Stage 17 - Stage 18 - Stage 19 - Stage 20 - Stage 21 - Stage 22                       |                 |                   |                  |                   |
| 5 | 10 février 2018 | 978-4-04-893650-7 | 31 mai 2019      | 978-2-37717-218-4 |
| Liste des chapitres : - Stage 23 - Stage 24 - Stage 25 - Stage 26 - Stage 27                                  |                 |                   |                  |                   |
| 6 | 9 février 2019  | 978-4-04-912387-6 | 15 novembre 2019 | 978-2-37717-252-8 |
| Liste des chapitres : - Stage 28 - Stage 29 - Stage 30 - Stage 31 - Stage 32 - Stage 33 - Stage 34            |                 |                   |                  |                   |
| 7 | 26 août 2020    | 978-4-04-913365-3 | 29 mars 2024     | 978-2-37717-403-4 |
| Liste des chapitres : - Stage 35 - Stage 36 - Stage 37 - Stage 38 - Stage 39                                  |                 |                   |                  |                   |
| 8 | 27 mai 2021     | 978-4-04-913818-4 | 25 octobre 2024  | 978-2-37717-450-8 |
| Liste des chapitres : - Stage 40 - Stage 41 - Stage 42 - Stage 43 - Stage 44 - Stage 45 - Stage 46 - Stage 47 |                 |                   |                  |                   |

### Sword Art Online: Les Contes des Mille et Une Nuits
| no | Japonais       | Japonais          |
| no | Date de sortie | ISBN              |
| -- | -------------- | ----------------- |
| 1  | 10 mars 2017   | 978-4-04-892723-9 |
| 2  | 9 février 2019 | 978-4-04-912348-7 |

### Sword Art Online: Hollow Realization
| no | Japonais          | Japonais          |
| no | Date de sortie    | ISBN              |
| -- | ----------------- | ----------------- |
| 1  | 27 mars 2017      | 978-4-04-892772-7 |
| 2  | 27 septembre 2017 | 978-4-04-893361-2 |
| 3  | 26 mars 2018      | 978-4-04-893717-7 |
| 4  | 25 septembre 2018 | 978-4-04-893821-1 |
| 5  | 23 mars 2019      | 978-4-04-912308-1 |
| 6  | 25 octobre 2019   | 978-4-04-912658-7 |

### Sword Art Online: Alicization Lycoris
| no | Japonais         | Japonais          |
| no | Date de sortie   | ISBN              |
| -- | ---------------- | ----------------- |
| 1  | 27 mai 2020      | 978-4-04-913178-9 |
| 2  | 26 décembre 2020 | 978-4-04-913557-2 |
| 3  | 27 juillet 2021  | 978-4-04-913887-0 |

### Sword Art Online Alternative: Gourmet Seekers
| no | Japonais          | Japonais          |
| no | Date de sortie    | ISBN              |
| -- | ----------------- | ----------------- |
| 1  | 10 mars 2025      | 978-4-04-916325-4 |
| 2  | 27 septembre 2025 | 978-4-04-916427-5 |

### Édition japonaise

#### Arc 1 - Sword Art Online: Aincrad
1. 1 2  Tome 1
2. 1 2  Tome 2

#### Arc 2 - Sword Art Online: Fairy Dance
1. 1 2  Tome 1
2. 1 2  Tome 2
3. 1 2  Tome 3

#### Arc 3 - Sword Art Online: Phantom Bullet
1. 1 2  Tome 1
2. 1 2  Tome 2
3. 1 2  Tome 3
4. 1 2  Tome 4

#### Arc 4 - Sword Art Online: Calibur
1. 1 2  Tome 1

#### Arc 5 - Sword Art Online: Mother's Rosario
1. 1 2  Tome 1
2. 1 2  Tome 2
3. 1 2  Tome 3

#### Arc 6 - Sword Art Online: Project Alicization
1. 1 2  Tome 1
2. 1 2  Tome 2
3. 1 2  Tome 3
4. 1 2  Tome 4
5. 1 2  Tome 5

#### Sword Art Online: Progressive
1. 1 2  Tome 1
2. 1 2  Tome 2
3. 1 2  Tome 3
4. 1 2  Tome 4
5. 1 2  Tome 5
6. 1 2  Tome 6
7. 1 2  Tome 7

#### Sword Art Online: Progressive Barcarolle of something transient
1. 1 2  Tome 1
2. 1 2  Tome 2

#### Sword Art Online: Progressive Scherzo of Deep Night
1. 1 2  Tome 1
2. 1 2  Tome 2
3. 1 2  Tome 3

#### Sword Art Online: Progressive Ougonritsu no Canon
1. 1 2  Tome 1
2. 1 2  Tome 2

#### 'Sword Art Online: Ordinal Scale
1. 1 2  Tome 1
2. 1 2  Tome 2
3. 1 2  Tome 3
4. 1 2  Tome 4
5. 1 2  Tome 5

#### Sword Art Online: Kiss and Fly
1. 1 2  Tome 1
2. 1 2  Tome 2
3. 1 2  Tome 3

#### Sword Art Online: Unital Ring
1. 1 2  Tome 1
2. 1 2  Tome 2
3. 1 2  Tome 3

#### Sword Art Online: Re:Aincrad
1. 1 2  Tome 1
2. 1 2  Tome 2
3. 1 2  Tome 3
4. 1 2  Tome 4
5. 1 2  Tome 5

#### Sword Art Online Alternative: Gun Gale Online
1. 1 2  Tome 1
2. 1 2  Tome 2
3. 1 2  Tome 3
4. 1 2  Tome 4

#### Sword Art Online 4koma
1. 1 2  Tome 1
2. 1 2  Tome 2
3. 1 2  Tome 3

#### Sword Art Online 4koma Official Anthology
1. 1 2  Tome 1
2. 1 2  Tome 2
3. 1 2  Tome 3

#### Sword Art Online: Comic Anthology
1. 1 2  Tome 1
2. 1 2  Tome 2

#### Sword Art Online: Dengeki Comic Anthology
1. 1 2  Tome 1
2. 1 2  Tome 2

#### Sword Art Online: Official Comic Anthology
1. 1 2  Tome 1
2. 1 2  Tome 2

#### Sword Art Online: Memory Defrag Comic Anthology
1. 1 2  Tome 1

#### Sword Art Online: Girls Ops
1. 1 2  Tome 1
2. 1 2  Tome 2
3. 1 2  Tome 3
4. 1 2  Tome 4
5. 1 2  Tome 5
6. 1 2  Tome 6
7. 1 2  Tome 7
8. 1 2  Tome 8

#### Sword Art Online: Les Contes des Mille et Une Nuits
1. 1 2  Tome 1
2. 1 2  Tome 2

#### Sword Art Online: Hollow Realization
1. 1 2  Tome 1
2. 1 2  Tome 2
3. 1 2  Tome 3
4. 1 2  Tome 4
5. 1 2  Tome 5
6. 1 2  Tome 6

#### Sword Art Online: Alicization Lycoris
1. 1 2  Tome 1
2. 1 2  Tome 2
3. 1 2  Tome 3

#### Sword Art Online Alternative: Gourmet Seekers
1. 1 2  Tome 1
2. 1 2  Tome 2

### Édition française

#### Arc 1 - Sword Art Online: Aincrad
1. 1 2  Tome 1
2. 1 2  Tome 2

#### Arc 2 - Sword Art Online: Fairy Dance
1. 1 2  Tome 1
2. 1 2  Tome 2
3. 1 2  Tome 3

#### Arc 3 - Sword Art Online: Phantom Bullet
1. 1 2  Tome 1
2. 1 2  Tome 2
3. 1 2  Tome 3
4. 1 2  Tome 4

#### Arc 4 - Sword Art Online: Calibur
1. 1 2  Tome 1

#### Arc 5 - Sword Art Online: Mother's Rosario
1. 1 2  Tome 1
2. 1 2  Tome 2
3. 1 2  Tome 3

#### Arc 6 - Sword Art Online: Project Alicization
1. 1 2  Tome 1
2. 1 2  Tome 2
3. 1 2  Tome 3
4. 1 2  Tome 4
5. 1 2  Tome 5

#### Sword Art Online: Progressive

##### Arc 1
1. 1 2  Tome 1
2. 1 2  Tome 2
3. 1 2  Tome 3
4. 1 2  Tome 4
5. 1 2  Tome 5
6. 1 2  Tome 6
7. 1 2  Tome 7

##### Arc 2: Transient Barcarole
1. 1 2  Tome 1
2. 1 2  Tome 2

##### Arc 3: Scherzo of Deep Night
1. 1 2  Tome 1
2. 1 2  Tome 2
3. 1 2  Tome 3

#### Sword Art Online: Ordinal Scale
1. 1 2  Tome 1
2. 1 2  Tome 2
3. 1 2  Tome 3
4. 1 2  Tome 4
5. 1 2  Tome 5

#### Sword Art Online Alternative: Gun Gale Online
1. 1 2  Tome 1
2. 1 2  Tome 2
3. 1 2  Tome 3
4. 1 2  Tome 4

#### Sword Art Online: Girls Ops
1. 1 2  Tome 1
2. 1 2  Tome 2
3. 1 2  Tome 3
4. 1 2  Tome 4
5. 1 2  Tome 5
6. 1 2  Tome 6
7. 1 2  Tome 7
8. 1 2  Tome 8